# Monte Oshten
El monte Oshten (en ruso: Оштен, en adigué: ошъутен, Oshuten) es un pico de la parte occidental de la cordillera del Gran Cáucaso, en la república de Adiguesia. Tiene una altura de 2804 m.